# Szamárbőr (mese)

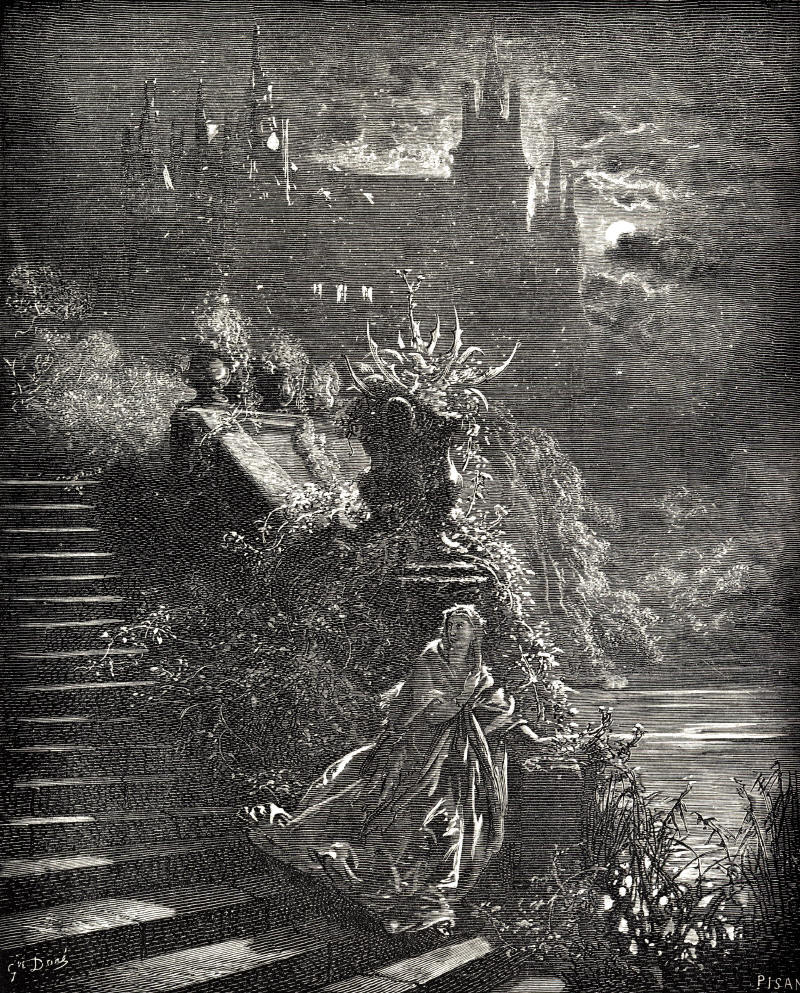
Gustave Doré illusztrációja, 1867

A Szamárbőr (franciául: Peau d’Âne, angolul: Donkeyskin, németül Eselskin) európai népmese, legismertebb változatát Charles Perrault és a Grimm testvérek (Allerleirauh címen) írták le. Továbbá rengeteg változata kering még a történetnek és számos irodalmi műben felfedezhetőek a mesében lévő motívumok. 
Magyar nyelvű kiadásokban Szamárbőr királyfi címmel is szerepel.

## Történet
Élt egyszer egy király és egy királyné, akik nagy boldogságban éltek együtt. Ám a királyné beteg lett. Halálos ágyán megkéri férjét, ha újra megházasodik nála szebb és jobb arát válasszon. Sokáig kereste a megfelelő lányt, végül a gyámleányára esett a választása. De a lány nem akart hozzámenni a királyhoz. A lány kétségbeesésében felkeresi a védőtündérét, aki azt tanácsolja, kérjen egy olyan köntöst a gyámjától, ami olyan, mint az égbolt, mert olyat úgy sem tud csináltatni. A királynak viszont sikerül. Eztán még két alkalommal történik meg ez, egy holdra és egy napra hasonlító köntösöket is csinál a király. A királyi udvarban volt egy szamár, amely aranyat adott. A lány végül megkéri a királyt ölesse meg és nyúzza le a bőrét. Eztán a lány bebújik a bőrbe és elszökik az udvarból. Egy majorságban talál menedéket. Mivel állandóan a szamárbőrköntösében van, elnevezik Szamárbőrnek. Egyszer a királyfi éppen megpihen a tanyán, mikor a lány éppen szobájában felpróbálja szép köntösét. A királyfi ezt meglátja és nyomban beleszeret a lányba. A herceg belebetegszik abba, hogy nem láthatja a lányt. Közli szüleivel: Szamárbőr készítsen neki süteményt. Mikor éppen a süteményt eszi észreveszi, hogy a süteményben egy gyűrű van elrejtve. Szülei megígérik, bárkit odaadnak neki a birodalomban. A királyfi elveszi Szamárbőrt és boldogan éltek, míg meg nem haltak.

## Változatok
1812-ben a Grimm testvérek Gereznabarka címen jelentették meg a német verziót. Giambattista Basile A medvelány című meséje is az egyik legrégebbi változata a történetnek. Angol nyelvterületen ismert változata is létezik.

## Filmváltozat
- 1908: Szamárbőr(wd) (Peau d’âne), 15 perces francia némafilm Albert Capellani(wd) rendezésében[5]
- 1970: Szamárbőr(wd) (Peau d'âne) címmel Charles Perrault művéből Jacques Demy rendezésében 86 perces színes francia tévéfilm készült.[6]
- 2012: Ezerszőr(wd) (Allerleirauh), német film a Grimm meséből, rendezte Christian Theede.[7]